# Pirimetamina
La pirimetamina (Daraprim) es un medicamento usado para el tratamiento de infecciones por protozoarios.  Se usa principalmente para el tratamiento y profilaxis de la malaria, y es usado en combinación con la sulfadiazina en el tratamiento de pacientes con infección por Toxoplasma gondii (toxoplasmosis) en pacientes inmunocomprometidos, como en individuos VIH positivos y en el tratamiento de la toxoplasmosis durante el 2.º y 3.er trimestre del embarazo.

## Mecanismo de acción
La pirimetamina interfiere con la síntesis de ácido fólico mediante la inhibición de la enzima dihidrofolato reductasa (DHFR). El ácido fólico es requerido para la síntesis de ADN y ARN de muchas especies, incluyendo los protozoos.

## Contraindicaciones
La pirimetamina está contraindicada en pacientes con:
- Hipersensibilidad a la pirimetamina
- Anemia megaloblástica - la disminución de ácido fólico puede agravar esa condición

### Efectos adversos
La pirimetamina puede disminuir el ácido fólico en humanos, resultando en los efectos hematológicos asociados a la deficiencia de folato.
Los efectos adversos comprenden:
- Reacciones de hipersensibilidad
- Anemia megaloblástica
- Leucopenia
- Trombocitopenia
- Pancitopenia
- Glositis atrófica
- Hematuria
- Arritmias
- Eosinofilia pulmonar (raro)
- Hiperfenilalaninemia (cuando se usa con sulfonamidas)
- Síndrome de Stevens-Johnson (cuando se usa con sulfonamidas)
- Necrólisis epidérmica tóxica (cuando se usa con sulfonamidas)